# Salah Bouchekriou
Salah Bouchekriou (in arabo صالح بوشكريو‎?; 17 febbraio 1962) è un pallamanista e allenatore di pallamano algerino.

## Carriera
Ha giocato nella nazionale dell'Algeria e ha partecipato alle Olimpiadi del 1988, dove la sua squadra si è classificata in decima posizione.